# Florian Wirtz
Pour les articles homonymes, voir Wirtz.
Florian Wirtz, né le 3 mai 2003 à Pulheim en Allemagne, est un footballeur international allemand qui évolue au poste de milieu offensif au Liverpool FC.

## Biographie

### En club

#### Bayer Leverkusen
Natif de Pulheim en Allemagne, Florian Wirtz commence le football au SV Grün-Weiss Brauweiler avant de rejoindre en 2011 à l'âge de 8 ans le centre de formation du FC Cologne où il devient notamment champion avec les U17. Il rejoint ensuite le Bayer Leverkusen en janvier 2020.
Le 16 février 2020, Florian Wirtz débute avec les moins de 19 ans du Bayer Leverkusen face aux jeunes du Schalke 04 et délivre deux passes décisives lors du match. Sa progression est freinée le 13 mars 2020 lorsque la DFB décide de reporter toutes activités sportives en raison de la pandémie de coronavirus, il s'arrête alors sur deux buts et trois passes décisives en quatre matchs.
Le 18 mai 2020, à l'occasion de la reprise de la Bundesliga, Florian Wirtz est convoqué face au Werder Brême par Peter Bosz et démarre même le match en tant que titulaire avant d'être remplacé à la 61e minute par Karim Bellarabi, le Bayer Leverkusen remporte la victoire par quatre buts à un. Cette apparition fait de lui le troisième joueur le plus jeune à débuter en Bundesliga derrière Yann Aurel Bisseck et Nuri Şahin (à seulement 17 ans et 15 jours).
Le 6 juin 2020, lors de la rencontre face au Bayern Munich, Florian Wirtz remplace Karim Bellarabi à la mi-temps et marque à la 89e minute de la rencontre, sur une passe décisive de Paulinho. Malgré la défaite 2 à 4, Florian Wirtz réalise un nouveau record en devenant le plus jeune buteur de l'histoire de la Bundesliga à seulement 17 ans et 34 jours,. Il est à ce moment-là le septième plus jeune buteur de l'histoire parmi les cinq grands championnats et les coupe d'Europe.
En août 2020, Wirtz reçoit la médaille Fritz Walter d'or, qui récompense les meilleurs jeunes allemands, pour la catégorie des moins de 17 ans.
Le 22 octobre 2020, Florian Wirtz joue son premier match de coupe d'Europe à l'occasion d'une rencontre de Ligue Europa face à l'OGC Nice. Il entre en jeu ce jour-là à la place de Exequiel Palacios et participe à la victoire de son équipe en inscrivant également son premier but dans la compétition (6-2 score final). En octobre 2020, le quotidien The Guardian le place dans une liste des 60 meilleurs jeunes talents nés en 2003.
En octobre 2021, il fait partie de la liste des 20 finalistes pour le trophée du Golden Boy,. Le 15 décembre 2021, lors d'une rencontre de championnat face au TSG Hoffenheim (2-2 score final), Wirtz devient le plus jeune joueur à atteindre les 50 apparitions en Bundesliga.
Le 23 juin 2022, Florian Wirtz prolonge son contrat avec le Bayer Leverkusen jusqu'en juin 2027.
Il se fait remarquer le 3 avril 2024 en réalisant un doublé en demi-finale de la coupe d'Allemagne face au Fortuna Düsseldorf. Il contribue ainsi à la victoire de son équipe par quatre buts à zéro. Le 14 avril 2024, il inscrit un triplé en sortie de banc face au Werder Brême (5-0), et permet à son équipe de remporter le Bundesliga pour la première fois de son histoire.
Il a été élu trois fois Joueur du mois sur la saison 2023-2024 en Bundesliga en octobre, en décembre 2023 et en février 2024.
Le 19 septembre 2024, Wirtz joue son premier match de Ligue des champions contre le Feyenoord Rotterdam et à cette occasion il marque ses deux premiers buts dans la compétition, contribuant à la victoire de son équipe par quatre buts à zéro ce jour-là.

#### Liverpool FC (depuis 2025)
Le 20 juin 2025, le Liverpool FC officialise la signature de Florian Wirtz en provenance du Bayer Leverkusen. Le transfert est estimé à 136 millions d’euros, Wirtz devient alors le quatrième joueur le plus cher de l’histoire.

### En sélection
Souvent surclassé en équipe de jeunes, Wirtz joue avec l'équipe d'Allemagne des moins de 17 ans. Au total il joue quatre matchs avec cette sélection entre 2019 et 2020.
En 2020 il est appelé pour la première fois avec l'équipe d'Allemagne espoirs. Il joue son premier match le 9 octobre 2020 contre la Moldavie. Il est titularisé puis remplacé par Ragnar Ache lors de cette rencontre remportée par les jeunes allemands sur le score de cinq buts à zéro.
En mars 2021, Florian Wirtz est convoqué pour la première fois avec l'équipe nationale d'Allemagne, par le sélectionneur Joachim Löw. Le jeune joueur de 17 ans ne joue toutefois aucun match lors de ce rassemblement. Florian Wirtz honore finalement sa première sélection avec l'Allemagne le 2 septembre 2021 contre le Liechtenstein. Il entre en jeu à la place de Joshua Kimmich et son équipe s'impose par deux buts à zéro,.
Wirtz inscrit son premier but en sélection le 23 mars 2024, à l'occasion d'un match amical face à la France. Titulaire, il marque au bout de sept secondes de jeu, sur une frappe de l'extérieur de la surface trompant Brice Samba, et participe ainsi à la victoire de son équipe par deux buts à zéro,. Le 16 mai 2024, il fait partie d'une liste provisoire de 27 joueurs sélectionnés par Julian Nagelsmann en vue de préparer l'Euro 2024, avant de se retrouver dans la liste définitive le 7 juin.
Le 14 juin 2024, lors du match d'ouverture face à l'Écosse, il inscrit le premier but du match sur un centre en retrait de Joshua Kimmich. Les Allemands s'imposent sur le score large de 5-1. Il récidive le 5 juillet, en égalisant face à l'Espagne lors des quarts de finale de la compétition. Cependant, L'Allemagne finit par perdre le match par un but de Merino dans les prolongations.

## Style de jeu
Florian Wirtz est principalement un milieu offensif, bien qu'il puisse également évoluer sur le côté gauche en tant qu'ailier inversé. Son jeu est caractérisé par un esprit résolument offensif et une grande polyvalence, ce qui lui permet de couvrir de larges portions du terrain. Doté d'une technique remarquable, il excelle à trouver rapidement des solutions pour mettre ses coéquipiers en position favorable, tout en étant lui-même une menace offensive constante.
Wirtz se distingue par sa vision du jeu et sa capacité à effectuer des passes précises, créant de nombreuses occasions de but. Au cours de la saison 2023/2024, il a été impliqué directement dans 22 réalisations pour le Bayer Leverkusen, marquant 11 buts et délivrant 11 passes décisives. Son apport offensif ne se fait pas au détriment de son implication défensive : il n'hésite pas à se replier et à travailler sans relâche pour récupérer le ballon, se montrant actif dans plusieurs zones du terrain.
Cette combinaison de créativité, de technique et de sens du collectif fait de lui un atout majeur pour son équipe, capable d'influencer le jeu de multiples manières.

## Vie privée
Florian Wirtz a une sœur ainée, Juliane Wirtz (de), qui joue au football au Werder Brême et dans les équipes jeunes de la sélection nationale.

## Palmarès

### En club
Formé au Bayer Leverkusen, Florian Wirtz y remporte ses premiers titres en 2024, en décrochant le championnat d’Allemagne ainsi que la Coupe d’Allemagne. La même année, il atteint la finale de la Ligue Europa, perdue face à l’Atalanta Bergame.
| Bayer Leverkusen (3) |
| --- |
| - Ligue Europa (0) : - Finaliste en 2024 - Championnat d'Allemagne (1) : - Champion en 2024 - Vice-champion en 2025 - Coupe d'Allemagne (1) : - Vainqueur en 2024 - Supercoupe d'Allemagne (1) : - Vainqueur en 2024 |

### En équipe nationale
Avec la sélection nationale, il remporte l'Euro Espoirs en 2021.
| Allemagne espoirs (1)                    |
| ---------------------------------------- |
| - Euro Espoirs (1) : - Vainqueur en 2021 |

### Distinctions individuelles
- Meilleur joueur de Bundesliga 2023-2024
- Meilleur joueur de Bundesliga 2024-2025
- Meilleur jeune joueur de la Ligue Europa 2023-2024
- Nommé au Ballon d'or en 2024 (12e)

## Statistiques détaillées
| Saison                | Club                  | Championnat           | Championnat | Championnat | Championnat | Coupe(s) nationale(s) | Coupe(s) nationale(s) | Coupe(s) nationale(s) | Supercoupe | Supercoupe | Supercoupe | Compétition(s) continentale(s) | Compétition(s) continentale(s) | Compétition(s) continentale(s) | Compétition(s) continentale(s) | Allemagne | Allemagne | Allemagne | Total | Total | Total |
| Saison                | Club                  | Division              | M.          | B.          | P.d.        | M.                    | B.                    | P.d.                  | M.         | B.         | P.d.       | Comp.                          | M.                             | B.                             | P.d.                           | M.        | B.        | P.d.      | M.    | B.    | P.d.  |
| 2019-2020             | Bayer Leverkusen      | Bundesliga            | 7           | 1           | 0           | 1                     | 0                     | 0                     | -          | -          | -          | C1+C3                          | 0+1                            | 0+0                            | 0+0                            | -         | -         | -         | 9     | 1     | 0     |
| 2020-2021             | Bayer Leverkusen      | Bundesliga            | 29          | 5           | 5           | 2                     | 1                     | 0                     | -          | -          | -          | C3                             | 7                              | 2                              | 2                              | -         | -         | -         | 38    | 8     | 7     |
| 2021-2022             | Bayer Leverkusen      | Bundesliga            | 24          | 7           | 10          | 1                     | 0                     | 0                     | -          | -          | -          | C3                             | 6                              | 3                              | 4                              | 4         | 0         | 2         | 35    | 10    | 16    |
| 2022-2023             | Bayer Leverkusen      | Bundesliga            | 17          | 1           | 6           | 0                     | 0                     | 0                     | -          | -          | -          | C1+C3                          | 0+8                            | 0+3                            | 0+2                            | 4         | 0         | 0         | 29    | 4     | 8     |
| 2023-2024             | Bayer Leverkusen      | Bundesliga            | 32          | 11          | 11          | 6                     | 3                     | 4                     | -          | -          | -          | C3                             | 11                             | 4                              | 4                              | 15        | 3         | 2         | 64    | 21    | 21    |
| 2024-2025             | Bayer Leverkusen      | Bundesliga            | 31          | 10          | 12          | 4                     | 0                     | 1                     | 1          | 0          | 0          | C1                             | 9                              | 6                              | 1                              | 8         | 4         | 3         | 53    | 20    | 17    |
| Sous-total            | Sous-total            | Sous-total            | 139         | 34          | 48          | 14                    | 4                     | 5                     | 1          | 0          | 0          | -                              | 42                             | 18                             | 13                             | 31        | 7         | 7         | 227   | 63    | 73    |
| 2025-2026             | Liverpool FC          | Premier League        | 1           | 0           | 0           | -                     | -                     | -                     | 1          | 0          | 1          | C1                             | -                              | -                              | -                              | -         | -         | -         | 2     | 0     | 1     |
| Sous-total            | Sous-total            | Sous-total            | 1           | 0           | 0           | -                     | -                     | -                     | 1          | 0          | 1          | -                              | -                              | -                              | -                              | -         | -         | -         | 2     | 0     | 1     |
| Total sur la carrière | Total sur la carrière | Total sur la carrière | 140         | 34          | 48          | 14                    | 4                     | 5                     | 2          | 0          | 1          | -                              | 42                             | 18                             | 13                             | 31        | 7         | 7         | 229   | 63    | 74    |

### En sélection
| Saison                | Sélection             | Phases finales        | Phases finales | Phases finales | Phases finales | Éliminatoires CDM | Éliminatoires CDM | Éliminatoires CDM | Ligue des Nations UEFA | Ligue des Nations UEFA | Ligue des Nations UEFA | Matchs amicaux | Matchs amicaux | Matchs amicaux | Total | Total | Total |
| Saison                | Sélection             | Compétition           | M              | B              | Pd             | M                 | B                 | Pd                | M                      | B                      | Pd                     | M              | B              | Pd             | M     | B     | Pd    |
| --------------------- | --------------------- | --------------------- | -------------- | -------------- | -------------- | ----------------- | ----------------- | ----------------- | ---------------------- | ---------------------- | ---------------------- | -------------- | -------------- | -------------- | ----- | ----- | ----- |
| 2021-2022             | Allemagne             | -                     | -              | -              | -              | 4                 | 0                 | 2                 | -                      | -                      | -                      | -              | -              | -              | 4     | 0     | 2     |
| 2022-2023             | Allemagne             | -                     | -              | -              | -              | -                 | -                 | -                 | -                      | -                      | -                      | 4              | 0              | 0              | 4     | 0     | 0     |
| 2023-2024             | Allemagne             | Euro 2024             | 5              | 2              | 0              | -                 | -                 | -                 | -                      | -                      | -                      | 10             | 1              | 2              | 15    | 3     | 2     |
| 2024-2025             | Allemagne             | LdN 2024-2025         | 2              | 1              | 0              | -                 | -                 | -                 | 6                      | 3                      | 3                      | -              | -              | -              | 8     | 4     | 3     |
| Total sur la carrière | Total sur la carrière | Total sur la carrière | 7              | 3              | 0              | 4                 | 0                 | 2                 | 6                      | 3                      | 3                      | 14             | 1              | 2              | 31    | 7     | 7     |